# Fünfwundenkreuz (Premich)

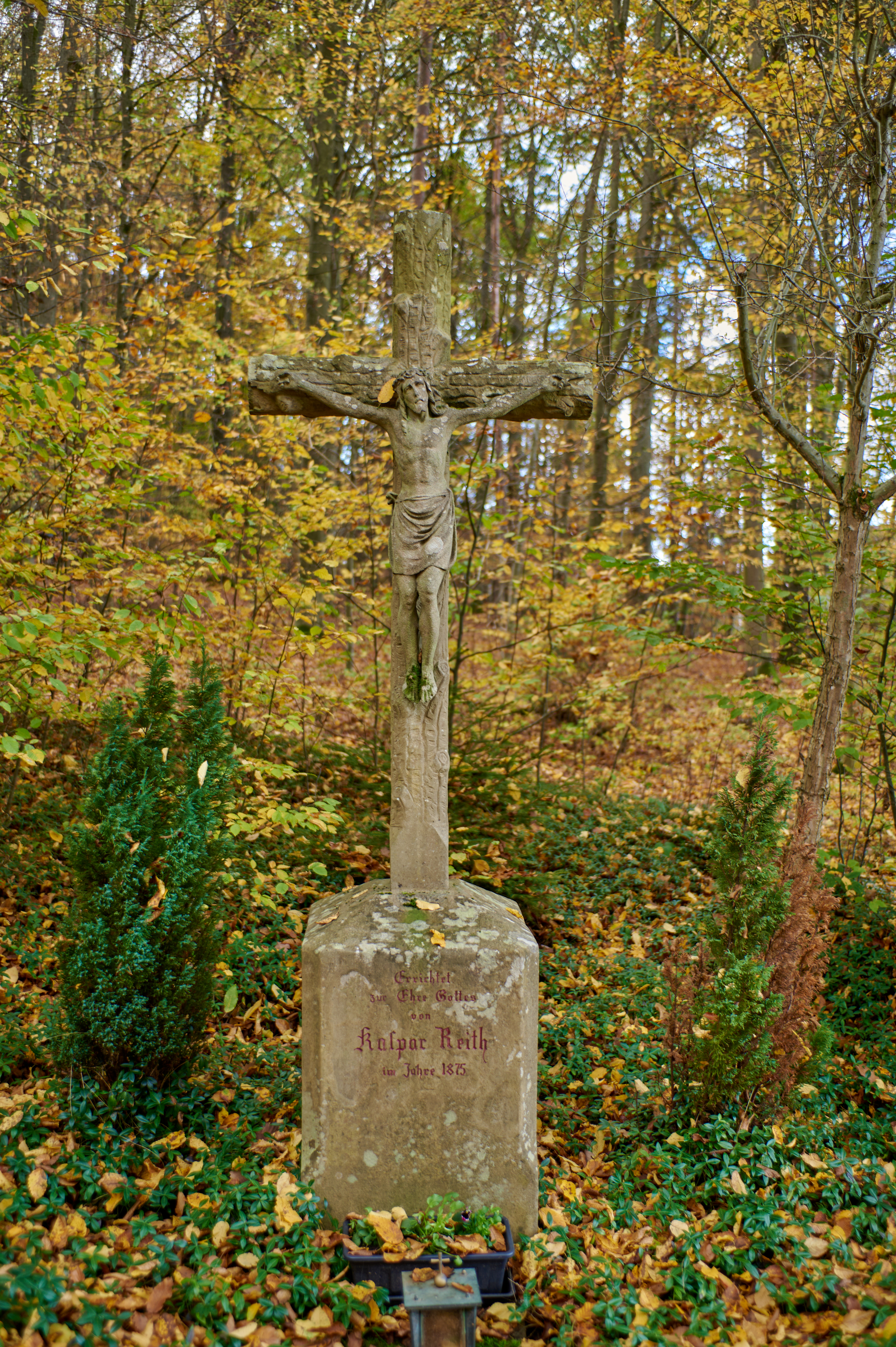
Wegkreuz in Premich, Nähr Waldstraße

Das Fünfwundenkreuz befindet sich in Premich, einem Gemeindeteil des Marktes Burkardroth im unterfränkischen Landkreis Bad Kissingen in Steinberg bei der Waldstraße, beim Aschacher Weg.
Das Wegkreuz gehört zu den Baudenkmälern von Burkardroth und ist unter der Nummer D-6-72-117-58 in der Bayerischen Denkmalliste registriert.

## Beschreibung
Das etwa 270 cm hohe Wegkreuz besteht aus Sandstein und entstand im Jahr 1875. Es ist renoviert.
Das Kreuz steht auf einem prismatischen Sockel mit gefassten Kanten und zugespitztem oberen Abschluss einer Baumkreuzimitation mit Korpus, genannt Fünfwundenkreuz. Der 10 cm hohe Betschemel hat die Abmessungen 30 cm × 46 cm. Der Sockel hat eine Höhe von 85 cm, davon bis 28 cm senkrechte Kanten, geschrägt bis 37 cm und dann gefasst auf 7 cm. An der Basis im Querschnitt 58 cm × 61 cm, ab 37 cm: 7 cm/50,5 cm/7 cm/51 cm/7 cm/49 cm/7 cm/51 cm. Oben ist es auf 14,5 cm × 15 cm verengt. Der Kreuzschaft hat zunächst einen viereckigen Querschnitt und hat dann ab 18 cm Höhe einen Durchmesser von 12 cm. Die Kreuzhöhe beträgt etwa 177 cm, die Balkenbreite jeweils 38 cm. Der Korpus ist 72 cm hoch, die Armbreite beträgt 72 cm.
Die Inschrift am Sockel lautet in gotischer Schrift:

„Errichtet

zur Ehre Gottes

von

Kaspar Reith

im Jahre 1875“